# José María Calviño
José María Calviño Iglesias (Lalín, Pontevedra, 28 de octubre de 1943) es un abogado español.

## Biografía
Doctor en Derecho, ejerció la abogacía en los Ilustres Colegios de Madrid, La Coruña, Valencia y Huelva. Su actividad laboral le lleva a tomar contacto con los medios de comunicación y ha estado vinculado a TVE desde 1970. Más adelante, le corresponde representar a Radiotelevisión Española en la comisión jurídica de la Unión Europea de Radiodifusión. Paralelamente es designado miembro del Subcomité de Medios de Comunicación del Consejo de Europa. En septiembre de 1977 fue elegido secretario general de Acción Republicana Democrática Española (ARDE), partido surgido de la unión de los históricos Izquierda Republicana y 
Unión Republicana, en sustitución de Paulino García Partida.
En 1980 las Cortes Generales lo designan, a propuesta del Grupo Socialista, vocal del Consejo de Administración de RTVE y tras la victoria del Partido Socialista Obrero Español en las elecciones generales de 1982, el primer Gobierno de Felipe González lo nombra Director de RTVE.
En 2016 el diario Protestante Digital (Vinculado a la Alianza Evangélica Española) y la Fundación Ravi Zacharias en España le conceden el Premio Unamuno «amigo de los protestantes», por su logro —siendo director de Radio Televisión Española— que por primera vez se concediesen programas en la televisión pública a las confesiones judía, islámica y evangélica.
Es padre de Nadia Calviño, que entre otros cargos ha sido directora general del Presupuesto en la Comisión Europea y antigua directora general de la Comisión Nacional de la Competencia de España. El 5 de junio de 2018 fue designada por el presidente del Gobierno Pedro Sánchez como ministra de Economía, cargo que renovó en la siguiente legislatura, convirtiéndose en vicepresidenta primera del Gobierno y ministra de Asuntos Económicos y Transformación Digital.

### Director general de RTVE
Su mandato al frente de la radio y televisión públicas en España se prolongó hasta 1986 y no estuvo exento de críticas, polémicas y acusaciones de manipulación partidista.
Pretendió renovar por completo la imagen y espíritu de la televisión en España. De esa época datan programas como La bola de cristal, Si yo fuera presidente o La edad de oro que aspiraban a la implantación de un modelo de TV pública de calidad. Ello, sin embargo, no impidió que los horarios privilegiados los ocupasen series norteamericanas como Dinastía o Falcon Crest.
En cuanto a su política informativa, nombró a José Luis Balbín como Jefe de los Servicios Informativos. Sin embargo, posteriores desavenencias entre ambos provocaron su destitución y la retirada del programa La Clave. Fue sustituido primero por Enrique Vázquez y luego por Enric Sopena.
Durante el mandato de Calviño, también se destituyó a otros rostros clásicos de la información en TVE, como Paloma Gómez Borrero y Miguel Veyrat. Al mismo tiempo, incorporó a una nueva generación de periodistas, abanderada por Paco Lobatón, Concha García Campoy y Ángeles Caso, que renovaron la imagen de los Telediarios.
Tras las elecciones de 1986, Calviño fue relevado en su puesto por Pilar Miró. Con posterioridad se ha dedicado al ejercicio de la abogacía, además de impulsar un intento de TV por satélite (Canal 10) y participa en 1995 en tertulias políticas de RNE.